# Udotea
Udotea é um género de algas, pertencente à família Udoteaceae.

## Espécies
| - Udotea abbottiorum - Udotea argentea - Udotea caribaea - Udotea conglutinata - Udotea cyathiformis - Udotea dixonii - Udotea dotyi - Udotea fibrosa - Udotea flabellum - Udotea fragilifolia - Udotea geppiorum - Udotea glaucescens - Udotea goreaui - Udotea halimeda - Udotea indica - Udotea kuetzingii | - Udotea looensis - Udotea luna - Udotea norrisii - Udotea occidentalis - Udotea orientalis - Udotea palmetta - Udotea papillosa - Udotea reniformiis - Udotea spinulosa - Udotea tenax - Udotea tenuifolia - Udotea unistratea - Udotea velutina - Udotea verticillosa - Udotea wilsonii - Udotea xishaensis - Udotea yamadae |